# Borovo, Blagoevgrad
Borovo (în bulgară Борово) este un sat situat în partea de sud-vest a Bulgariei, în Regiunea Blagoevgrad. Aparține administrativ de comuna Goțe Delcev. La recensământul din 2011 avea o populație de 1.138 locuitori.

## Demografie
Componența etnică a satului Borovo
     Bulgari (86,46%)
     Nicio identificare (12,3%)
     Altele (1,23%)
La recensământul din 2011, populația satului Borovo era de 1.138 locuitori. Din punct de vedere etnic, majoritatea locuitorilor (86,46%) erau bulgari. Pentru 12,3% din locuitori nu este cunoscută apartenența etnică.